# The Woodlanders

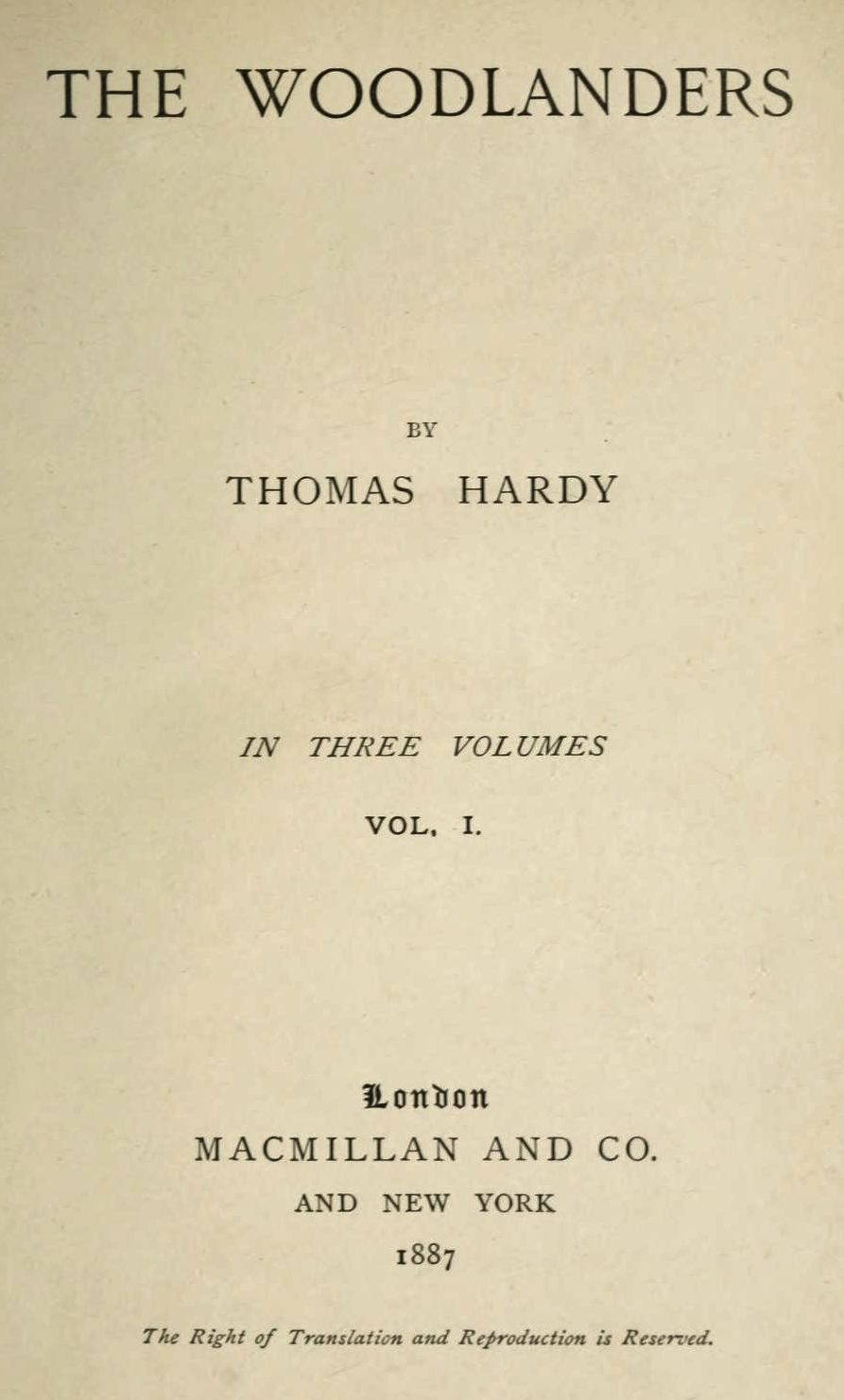
Titelpagina van de eerste druk, 1887

The Woodlanders is een roman uit 1887 van de Engelse schrijver Thomas Hardy. Het werk werd voor het eerst gepubliceerd in Macmillan's Magazine tussen mei 1886 en april 1887.

## Samenvatting
Grace Melbury is de dochter van een rijke houthandelaar. Haar vader had haar min of meer beloofd als partner van Giles Winterbourn, een appel- en ciderboer die al jaren verliefd op haar is. De jonge Marty South, die zo arm is dat zij haar haar moet verkopen, is echter ook al jaren verliefd op Giles. Als Grace na haar schoolopleiding terugkeert naar haar kleine dorp, benauwt haar het vooruitzicht in die omgeving te moeten leven. Haar vader, trots op de goede opleiding die zijn dochter heeft kunnen volgen, vindt haar nu eigenlijk te goed voor Winterbourne. Als de knappe nieuwe dokter Edred Fitzpiers zijn oog op Grace laat vallen, wijst zij Giles af en trouwt met Fitzpiers. Zij verlaat hem echter als zij verneemt van zijn ontrouw. Zij gaat naar Giles, die haar toestaat om de nacht in zijn huis door te brengen, waarbij hij zelf buiten blijft slapen. Het slechte weer van die nacht maakt hem ziek en Giles sterft. Grace keert dan terug naar de berouwvolle Edred Fitzpiers. Marty wacht tevergeefs op Grace, om samen zijn graf te bezoeken, maar Grace komt niet meer opdagen. De enige die nu nog rouwt om Giles is Marty South...

## Film
The Woodlanders werd in 1970 bewerkt voor de BBC-televisie en in 1997 verfilmd onder regie van Phil Agland.